# Phoradendron carneum
Phoradendron carneum är en sandelträdsväxtart som beskrevs av Ignatz Urban. Phoradendron carneum ingår i släktet Phoradendron och familjen sandelträdsväxter. Inga underarter finns listade i Catalogue of Life.